# Прапор Нігеру
Прапор Нігеру — один з офіційних символів держави Нігер. Був затверджений 23 листопада 1959 року перед здобуттям незалежності від Французької Західної Африки.
Як і прапори багатьох колишніх колоній Франції, прапор Нігеру є триколірним. Верхня помаранчева смуга символізує піски пустелі Сахара на півночі країни, центральна біла смуга втілює чистоту і простоту, а нижня зелена смуга — надію і, водночас, родючі землі півдня Нігеру. Помаранчевий круг у центрі — символ сонця. Відмітною особливістю прапора є майже квадратна форма (6:7).
Схожість прапора з прапором Індії, ймовірно, збіг. Для прапора Кот-д'Івуару використана та ж сама гама кольорів.